# Штауфен
Шта́уфен (нем. Staufen AG) — коммуна в Швейцарии, в кантоне Аргау.
Входит в состав округа Ленцбург.  Население составляет 2454 человека (на 31 декабря 2007 года). Официальный код  —  4210.

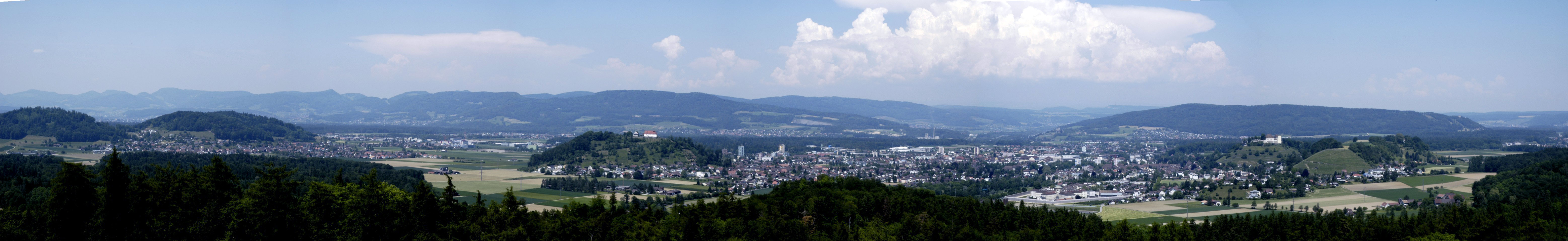
Штауфен - панорама.